# 日根荘
日根荘（ひねのしょう）は、鎌倉時代の天福2年／文暦元年（1234年）に和泉国日根郡に立荘された九条家の家領荘園。同地の歴史的景観を構成するものの中から、14か所が1998年（平成10年）に「日根荘遺跡」として国の史跡に指定され、2005年（平成17年）に長福寺跡が、2013年（平成25年）に土丸・雨山城が追加指定された。

## 歴史
長滝荘（東北院領）の東に広がる荒野であった当地では、元久2年（1205年）と貞応元年（1222年）の2度、いずれも高野山によって開発が企てられたものの中止に終わっていた。その後、天福2年（1234年）に九条道家が開発を申請したところ官宣旨が下り、日根荘が成立するに至った。九条家領は寄進地系荘園が多く、九条家自らが開発した日根荘は特異な存在であった。
当初は入山田・日根野・井原・鶴原の4村で構成されていたが、井原・鶴原の2村は室町時代中期に守護（細川氏）領となった。また、入山田村は船淵・菖蒲・大木・土丸の4集落から成り、入山田4ヶ村とも呼ばれた。入山田・日根野の2村は、現在の大阪府泉佐野市大木地区・土丸地区・日根野地区に該当し、熊取町の一部にも跨っていた。
中世当時の様子は『九条家文書』や、文亀元年（1501年）3月から永正元年（1504年）12月まで九条政基が入荘した際に記した『政基公旅引付』などの古文書から窺い知ることができ、『日根野村絵図』に描かれた寺社・ため池・丘陵などの景観配置は現在まで保持されている。
上述の古文書や絵図にも登場し、中世荘園の様子をとどめる寺社、城跡、ため池、水路など16か所が「日根荘遺跡」として国の史跡に指定されている。また、日根荘の奥に位置し、往時の景観を残す大木地区は、犬鳴山七宝瀧寺の境内を含め、「日根荘大木の農村景観」の名称で文化財保護法に基づき重要文化的景観として選定されている。

## 日根荘遺跡指定地一覧
| 物件名                           | 地区         | 概要 | 主要イメージ |
| -------------------------------- | ------------ | --- | ------------ |
| 火走神社                         | 大木         | 火走神社を参照。 | 火走神社     |
| 香積寺跡                         | 大木         | 『政基公旅引付』に記述があり、江戸時代の絵図には光若寺とも記載される。上大木の森林内に基壇と石仏や石塔などが残る。 |              |
| 蓮華寺                           | 大木         | 『政基公旅引付』に記述がある。現在は上大木の集会所として使われている。 |              |
| 毘沙門堂                         | 大木         | 堂がある一帯は五所谷（御所谷）と呼ばれる中大木の山間中腹に位置し、『政基公旅引付』では御所谷集会所と記載。現在でも講が営まれている。 | 毘沙門堂     |
| 円満寺                           | 大木         | 現在は上大木の集会所として使われている。 | 円満寺       |
| 長福寺跡                         | 大木         | 九条政基が入荘中の四年間滞在していた寺院。慶長16年（1611年）の記録を最後に各種資料から長福寺の記述が消えることから、この頃に廃絶したとみられる。字名に長福寺の呼び名が伝わっており、2002年（平成14年）から翌年にかけて発掘調査が行われ遺跡が確認された。現在は埋め戻し保存され、水田となっている。 | 長福寺跡     |
| 土丸・雨山城跡                   | 土丸・熊取町 | 土丸山は城ノ山とも呼ばれ、南北朝から戦国時代にかけて山城が築かれ、山頂付近に曲輪や堀切などの遺構が残る。九条政基が戦乱を避け山城へ籠った記述が『政基公旅引付』にみえる。 | 雨山山頂     |
| 日根神社                         | 日根野       | 日根神社を参照。 | 日根神社     |
| 慈眼院                           | 日根野       | 慈眼院を参照。 | 慈眼院       |
| 総福寺                           | 日根野       | 『日根野村絵図』での禅林寺に比定。『九条家文書』に記述がある天正年間（1573年 - 1592年）創建の天満宮（重要文化財）がある。 | 総福寺天満宮 |
| 野々宮跡                         | 日根野       | 『日根野村絵図』での丹生大明神。 |              |
| 新道出牛神（しんどうでうしがみ） | 日根野       | 『日根野村絵図』では牛神松として描かれる。農作業に従事する牛を祀る。 | 新道出牛神   |
| 十二谷池                         | 日根野       | 『日根野村絵図』では住持谷池。樫井川から井川によって取水。 |              |
| 八重治池                         | 日根野       | 日根立荘時には既に存在していた自然の池。 |              |
| 尼津池                           | 日根野       | 日根立荘時には既に存在していた自然の池で、古くは甘着池と表記。入山田の日根野郷一帯の灌漑を担う水源であった。 |              |
| 井川（ゆかわ）                   | 日根野       | 樫井川から分水した用水。日根神社・慈眼院の境内を流れ、十二谷池へと至る。 | 井川         |